# Centro de Experimentación de El Arenosillo
El Centro de Experimentación de El Arenosillo (CEDEA) es el principal campo de pruebas instrumentado para experimentación de vehículos aeroespaciales del Ministerio de Defensa de España. El complejo es propiedad del Instituto Nacional de Técnica Aeroespacial (INTA) y se sitúa en las proximidades del casco urbano de Mazagón, en el municipio de Moguer (provincia de Huelva, España). 
Es un centro de investigación cuyas principales líneas de actividad van dirigidas a la investigación de energías renovables, investigación en la atmósfera alta, especialmente la ozonosfera, y colaboración con las Fuerzas Armadas y unidades militares de otros países para prestarles apoyo con el análisis trayectográfico de misiles y experimentación con vehículos aéreos no tripulados (también conocidos como "drones"), campañas de globos transmediterráneos y la homologación y certificación de misiles. También ha servido de base de lanzamientos de cohetes sonda.
A unos 20 kilómetros del CEDEA está el Centro para Ensayos, Entrenamiento y Montaje de Aeronaves no Tripuladas (CEUS). El conjunto CEDEA-CEUS es el mejor Centro de Excelencia europeo de Sistemas no Tripulados (Drones), y referencia internacional para la experimentación con vehículos no tripulados aéreos, prototipos de barcos y vehículos terrestres sin piloto.

## Historia
El objetivo del Centro «El Arenosillo», como inicialmente se llamó, fue la implantación de un centro de experimentación para el desarrollo de actividades aeroespaciales, al objeto de hacer realidad el «proyecto cooperativo con la NASA para obtener información meteorológica a gran altitud en España, ensayar y evaluar equipos y técnicas para observaciones con cohetes de sondeo meteorológico». Estos estudios servirían para analizar la dinámica de vientos en el paralelo 38, en el que se ubica la base de Cabo Cañaveral y el actual Kennedy Space Center, lugar de lanzamiento de los cohetes estadounidenses. En enero de 1966 el Gobierno designó a la Comisión Nacional de Investigación del Espacio (CONIE) y al INTA para llevar a cabo esta responsabilidad, firmando dos acuerdos, uno denominado «Programa de Cooperación con la NASA a corto plazo», para el equipamiento del campo y los primeros lanzamientos; y el otro el «Programa de Cooperación con NASA a largo plazo», para los experimentos científicos a desarrollar en el campo de ensayo, para obtener información meteorológica a gran altitud en España, utilizando cohetes con sondas atmosféricas.
El Centro «El Arenosillo» se ubicó en el término municipal de Moguer, ya que la zona era la que mejor se ajustaba a las condiciones técnico-operativas que exigía el proyecto, con una altitud media de 42 metros sobre el nivel del mar, y condiciones climatológicas óptimas (300 días de sol al año). Así las cosas, se acordó la autorización para la ocupación de monte público mediante una Orden Ministerial, otorgada con fecha 8 de julio de 1969, con una superficie original de 30,80 hectáreas en el «Coto Mazagón» (Moguer), y una vigencia de 30 años renovables, obteniendo el alta operativa el 1 de octubre de 1966.
La NASA cedió equipos de radar y meteorológico, así como rampas para cohetes. Los técnicos del INTA recibieron un entrenamiento adecuado en instalaciones de la agencia estadounidense en Wallops Island, cerca de Washington. El Arenosillo se convirtió así, en un campo de lanzamiento de cohetes internacional para estudios muy diversos y en distintas capas de la atmósfera, con la presencia de numerosos organismos de investigación europeos y estadounidenses. En la primera campaña del Programa Meteorológico Cooperativo CONIE-NASA se preveía el lanzamiento de cinco Skua 1 y de doce Judi-Dart, con el fin de medir la temperatura, la velocidad y la dirección del viento en la zona atmosférica entre 20 y 70 km (en estos momentos el interés meteorológico llegaba a los 70 km).

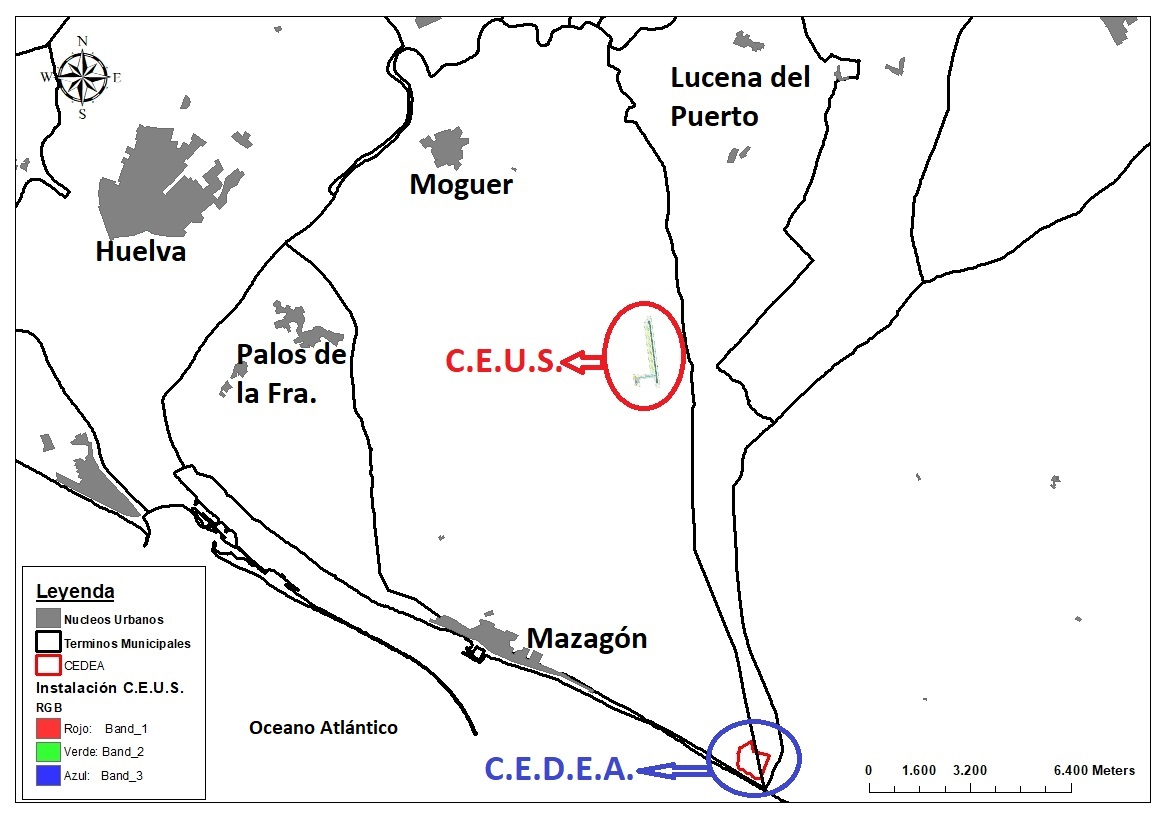
Plano ubicación instalaciones CEDEA - CEUS.

El CEDEA es una gran instalación científica en la que se ubican el Laboratorio de Energías Terrestres, la Estación de Sondeos Atmosféricos y la Estación de Lanzamiento y Seguimiento. Por la naturaleza de las actividades realizadas resulta imprescindible disponer de una estación de registro y medida de variables meteorológicas, y más concretamente radiométricas. Otras actividades importantes fueron las campañas de Globos Transmediterráneos entre la Agencia Espacial Italiana, el Centro Nacional de Estudios Espaciales de Francia y el INTA, entre 1985 y 2000 y la homologación del misil Eurostinger entre 1992 y 2001.
El Instituto Nacional de Técnica Aeroespacial, el Ministerio de Economía (MINECO) y la Agencia de Innovación y Desarrollo de Andalucía (IDEA) acordaron en 2011 la construcción del Centro para Ensayos, Entrenamiento y Montaje de Aeronaves no Tripuladas (CEUS, del inglés Center of Excellence for Unmanned Systems), con dependencia orgánica del CEDEA. En la tramitación de este proyecto, también se llevó a cabo la declaración de prevalencia del interés público general del uso científico-tecnológico sobre el interés público forestal, de las actuales 74,93 hectáreas de montes públicos ocupados por el Centro de Experimentación de El Arenosillo. Esas 74,93 hectáreas incluyen 69,92 de titularidad de la Comunidad Autónoma de Andalucía (57,73 hectáreas situadas en el «Coto Mazagón», en Moguer, y 12,19 en el «Coto Flores», en Lucena del Puerto) y 5,01 hectáreas de titularidad estatal en el «Coto Mazagón» (Moguer).
El grave incendio que calcinó 8 500 hectáreas en Moguer y una parte del entorno de Doñana en Almonte en junio de 2017, también afectó las instalaciones del CEDEA, arrasando equipos electrónicos, sistemas de calibración, optrónicos y radares, entre la tecnología avanzada con la que cuenta el INTA, además afectó el cercado de las instalaciones, medios de vigilancia, suministro eléctrico y varios vehículos, valorado todo en varios millones de euros. En los años 2018 y 2019 el INTA dedicó diversas partidas de su presupuesto para el reemplazo de los equipamientos que fueron dañados, estando ya totalmente operativo.

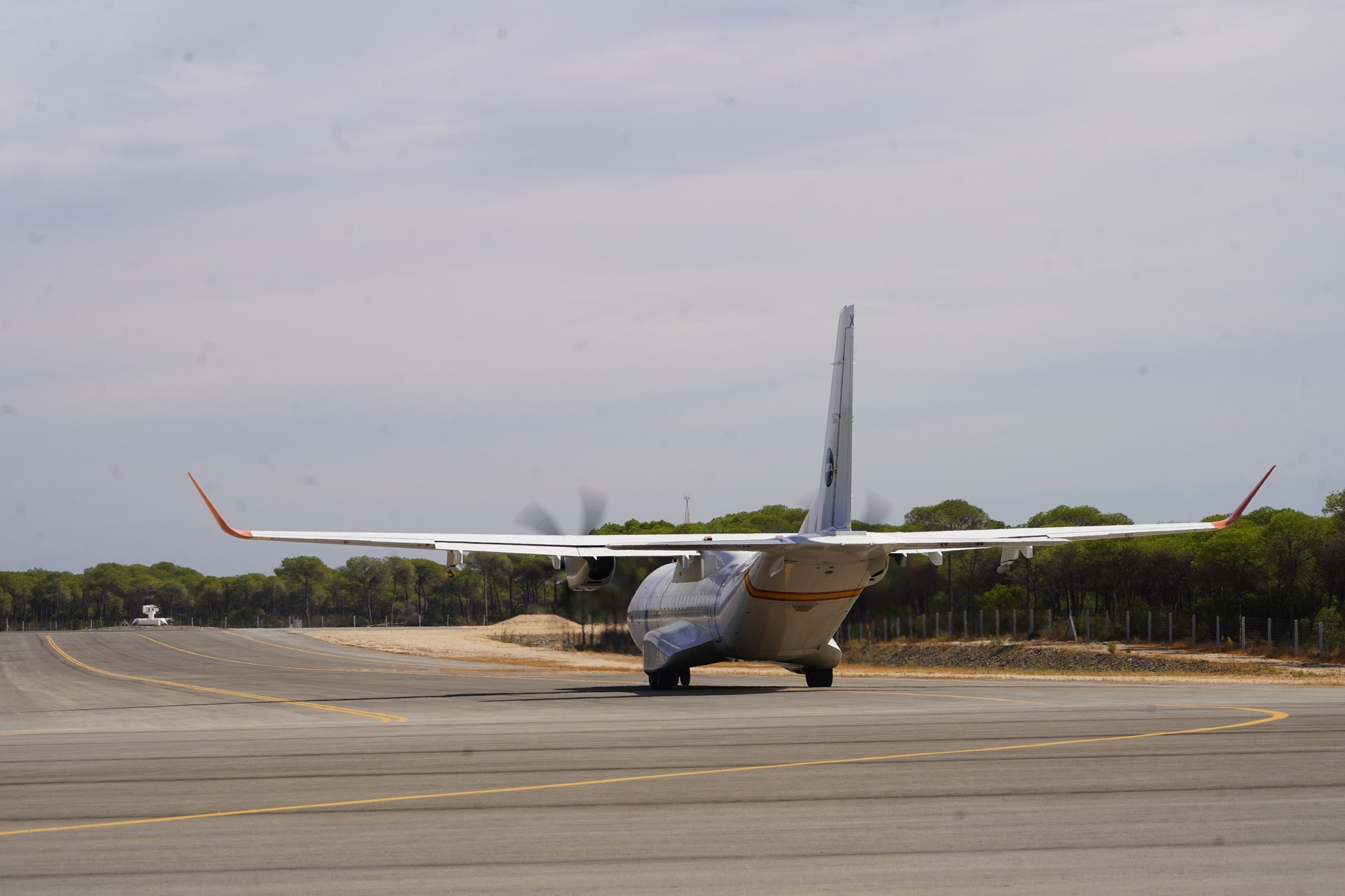
Avión laboratorio TX C295 del CEUS despegando en la inauguración.

El 21 de enero de 2024, en el marco del convenio firmado por la Junta de Andalucía y el INTA (junio de 2022) para el desarrollo del proyecto CEUS, la Junta de Andalucía cede al INTA las 74,93 hectáreas del CEDEA, en los que se encuentran los sistemas de control y seguimiento de vuelo necesarios para el funcionamiento del proyecto CEUS.
El 1 de septiembre de 2024 fue inaugurado y puesto en servicio el Centro para Ensayos, Entrenamiento y Montaje de Aeronaves no Tripuladas (CEUS) completando las instalaciones, funciones y equipamientos del CEDEA.

## Historial de lanzamientos y ensayos
El primer lanzamiento de un cohete en El Arenosillo se produjo, el 15 de octubre de 1966, con un cohete Skua; el primero de una familia de cohetes de sondeo, fabricado por la BAJ británica, de la que, con el tiempo, se lanzarían sus cuatro modelos en El Arenosillo. Este primer lanzamiento superó los 60 km de altura. A continuación, se hicieron otros dos lanzamientos con cohetes Judi-Dart que alcanzaban los 55 km. El Judi-Dart fue el primero de los cohetes HASP (High Altitude Sounding Projectile) lanzado desde este campo, dentro de la primera campaña meteorológica CONIE-NASA, y podía ser usado para obtener información sinóptica sobre la dirección y la velocidad del viento, así como la temperatura y presión de la atmósfera a altitudes de 30 a 60 kilómetros.
También se lanzaron diversos prototipos de cohetes desarrollados en el INTA: el 9 de octubre de 1974, fue lanzado el primer prototipo del cohete INTA-300, se trataba de un cohete cuyo objetivo era llevar una carga útil de 50 kg a 300 km de altura, cifra de la que deriva su nombre. Días después del lanzamiento de este cohete, el 15 de noviembre de ese 1974, tuvo lugar otro hito con la puesta en órbita del Intasat, el primero del INTA y también el primero que España enviaba al espacio desde la base de Vandenberg por un cohete delta de la NASA, y El Arenosillo sería uno de los puntos de recepción de datos científicos. La base de lanzamientos de cohetes sonda de El Arenosillo, también ha lanzado otros cohetes suborbitales, como el INTA-250, INTA-255 y el INTA-100. Estas actividades contribuyeron a la formación de numerosos ingenieros que luego han formado parte de importantes proyectos espaciales en empresas asociadas a estas investigaciones en el ámbito nacional e internacional. En la década de los ochenta la tecnología basada en el empleo de satélites fue reduciendo la necesidad del uso de lanzadores; en consecuencia, esta actividad fue decayendo. Hasta 1994 se habían lanzado desde esta base un total de 557 cohetes, principalmente del tipo Skua y Skylark en colaboración con otros países.

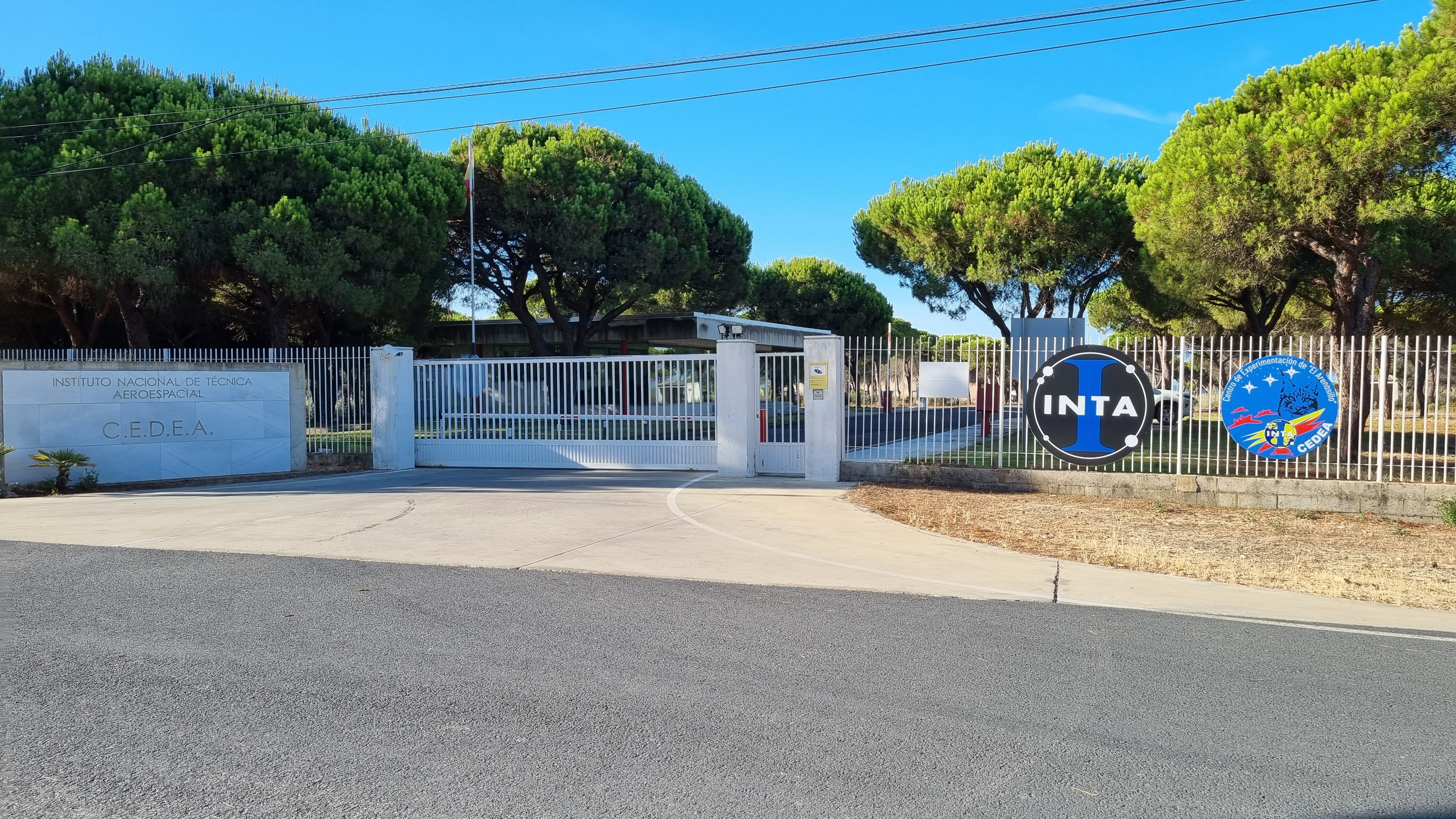
Entrada al CEDEA.

Finalmente, en 1994, El Arenosillo dejó de operar como base de lanzamiento de cohetes de sondeo, cuando el campo ya se estaba dirigiendo hacia nuevos caminos que permitirían su continuidad con otros programas del INTA y del Ministerio de Defensa. En 2015 recuperó puntualmente esta actividad con el lanzamiento del cohete científico, el Stratos II+, tres años más tarde el Stratos III. La instalación ha cobrado gran importancia en otros programas del INTA y el Ministerio de Defensa, fundamentalmente los estudios atmosféricos y monitorización de la capa de ozono así como los ensayos de aeronaves no tripuladas (RPA), bajo la denominación de Centro de Ensayos de El Arenosillo (CEDEA), dependiente de la Subdirección General de Experimentación y Certificación del INTA.
Durante el año 2008 se llevaron a cabo las pruebas necesarias para la certificación del misil Spike montado sobre los helicópteros Eurocopter EC665 Tigre en su versión HAD. Entre 1991 y 1999 trabajó en el desarrollo del lanzador Capricornio, que fue finalmente abandonado. Gran parte de las sondas atmosféricas que se fabrican en España se lanzan desde esta base. Allí se ubica también un observatorio astronómico, dentro del programa BOOTES, formado por dos cúpulas y tres telescopios automatizados.
En 2018 se firmó un acuerdo entre el INTA y PLD Space, el cual permitirá lanzar desde el Centro de Experimentación de El Arenosillo el cohete suborbital MIURA 1, cuyo objetivo es proporcionar acceso científico y comercial al espacio, desde España.
El 10 de mayo de 2021 se lanzó el Cohete Balístico Aire-Suelo CAT-70AP (70mm de altas prestaciones). Esta prueba están enfocada a verificar las características funcionales y operativas del sistema respecto de las especificaciones del producto.
El 21 de marzo de 2023 Airbus Defence and Space y su filial Airbus UpNext prueba con éxito el guiado, control autónomo y el reabastecimiento en vuelo de drones DT-25 desde un Airbus A330 MRTT. Esta prueba piloto pretende avanzar en el vuelo autónomo en formación y el reabastecimiento autónomo en vuelo del proyecto "Auto'Mate" participado al 50% por ambas organizaciones.
| Fecha                          | Vehículo             | Carga                                   | Rampa de lanzamiento | Resultado | Descripción                                        |
| ------------------------------ | -------------------- | --------------------------------------- | -------------------- | --------- | -------------------------------------------------- |
| 15 de octubre de 1966          | Skua                 | INTA, Carabela 4 Aeronomy / prueba      | ?                    | Éxito     | Primer lanzamiento. 81 km de apogeo                |
| 19 de julio de 1969            | INTA-255             | ?                                       | ?                    | Éxito     |                                                    |
| 20 de diciembre de 1969        | INTA-255             | ?                                       | ?                    | Éxito     |                                                    |
| 22 de diciembre de 1970        | INTA-255             | ?                                       | ?                    | Éxito     |                                                    |
| 12 de enero de 1974, 19:12 UTC | Skylark              | H-GR-58                                 | ?                    | Éxito     |                                                    |
| 27 de junio de 1976            | Black Brant IV       | ASTRO-6, radiación ultravioleta extrema | ?                    | Éxito     | 720 km de apogeo                                   |
| 18 de febrero de 1981          | INTA-300             | ?                                       | Nike                 | Éxito     |                                                    |
| 7 de abril de 1992             | INTA-100             | ?                                       | ?                    | Éxito     | Primer lanzamiento del INTA-100. 120 km de apogeo  |
| 21 de octubre de 1993          | INTA-300B            | ?                                       | Nike                 | Éxito     | Fotometría                                         |
| 16 de abril de 1994            | INTA-300B            | ?                                       | Nike                 | Éxito     | Fotometría                                         |
| 16 de octubre de 2015          | Stratos II+          | ?                                       | ?                    | Éxito     | 21,457 km de apogeo (nuevo récord europeo amateur) |
| 1 de marzo de 2017             | Bloostar             | ?                                       | –                    | Éxito     | Prueba de encendido                                |
| 26 de julio de 2018            | Stratos III          | ?                                       | ?                    | Fallo     |                                                    |
| 11 de abril de 2019            | Miura 5              | –                                       |                      | Éxito     | Prueba de caída y recuperación 5 km                |
| 23 de octubre de 2021          | Stratos IV           | ?                                       | ?                    | Abortado  |                                                    |
| 12 de noviembre de 2021        | Cohetes guiados MC25 | –                                       | Lanzador múltiple    | Éxito     | Kit de corrección de trayectoria (FGK)             |
| 30 de noviembre de 2021        | Bondar               | ?                                       | ?                    | Éxito     | 7.8 km apogeo (récord de España amateur)           |
| 7 de octubre de 2023           | Miura 1              | Carga útil de ZARM                      | Médano del Loro      | Éxito     | 46 km apogeo                                       |

Aquí solamente se listan los últimos lanzamientos y los más destacados. Para una lista más completa consultar la Lista de cohetes lanzados desde El Arenosillo.

## Instalaciones

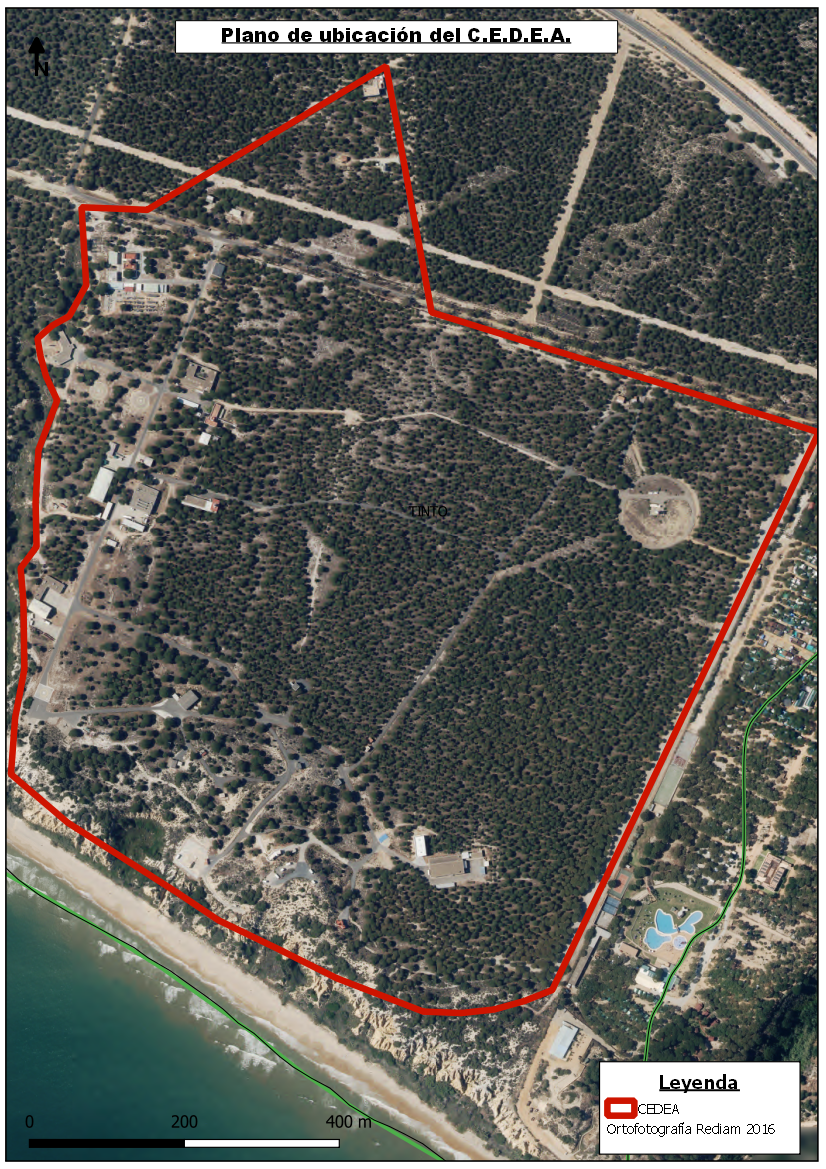
Detalle del CEDEA.

El espacio aéreo segregable incluye LED119, LED120, LED121, LED122, LED128 y LED129, alcanzado la superficie de pruebas los 150 x 77 km. (11.550 km2) y nivel de vuelo ilimitado (UNL). Entre sus instalaciones cabe destacar:
Edificio de dirección
- Cuenta con una sala multimedia con capacidad para 40 personas y equipada para poder observar en tiempo real los ensayos.

Oficinas
- Existen edificios de oficinas independientes a disposición de los clientes, equipadas con conexión a internet y posibilidad de clasificación de seguridad OTAN.

Pista
- Pista de tierra compactada 30-120, de 400 m de longitud y 30 m de anchura.

Plataforma de lanzamiento RPAS
- Plataforma de hormigón armado de 40x40 m. situada en línea de costa y 34 m de altura (amsl)

Centro de control del campo de ensayos
- Equipado con los medios necesarios para la coordinación de los ensayos garantizando la integridad del espacio marítimo-aéreo segregado. Adicionalmente proporciona el proceso, representación y distribución en tiempo real de las trayectorias de los elementos ensayados y su registro para posterior tratamiento.

Centro de control de RPAS
- Alberga las estaciones de control de los sistemas de RPAS ensayados u operados en el campo. Cuenta con comunicación directa con el centro de control del campo y datos trayectográficos proporcionados por el mismo.

Hangares
- Dos hangares con utillaje específico para la operación de RPAS tanto de motor alternativo como a reacción.

- Hangar de montaje de cohetes, calificado para trabajos con elementos explosivos.

- Diversos hangares y naves para el almacenaje de equipos.

Helipuertos, polvorín, servicios meteorológicos
- Tres áreas designadas para la toma y despegue de helicópteros.

- Polvorín para el almacenaje de explosivos.

- Torre meteorológica y de comunicaciones de 100 metros de altura.

A estas instalaciones hay que sumar las instalaciones de la subsede del Centro para Ensayos, Entrenamiento y Montaje de Aeronaves no Tripuladas.

### Instalaciones en subsede CEUS
A estas instalaciones hay que sumar las instalaciones de la subsede del Centro para Ensayos, Entrenamiento y Montaje de Aeronaves no Tripuladas.

## Funciones
El CEDEA es una instalación flexible con operatividad 24 horas, certificado por la OTAN, la Unión Europea y la Agencia Espacial Europea como Oficina de Control de Seguridad. El nivel máximo de clasificación para la información y los datos almacenados es OTAN SECRET/ EU SECRET/ ESA SECRET mientras que las áreas de acceso restringido son de clase II. 
Sus principales funciones, en la actualidad, son:
- Experimentación de cohetes de nuevo desarrollo.
- Realización de experiencias científicas con cohetes de sondeo y globos.
- Investigaciones atmosféricas.
- Pruebas de desarrollo de distintos tipos de aeronaves no tripuladas (drones), hasta 150 kg, desde plataforma.
- Realización de programas de I+D, estudios de durabilidad y ensayos de componentes y sistemas de energía solar.

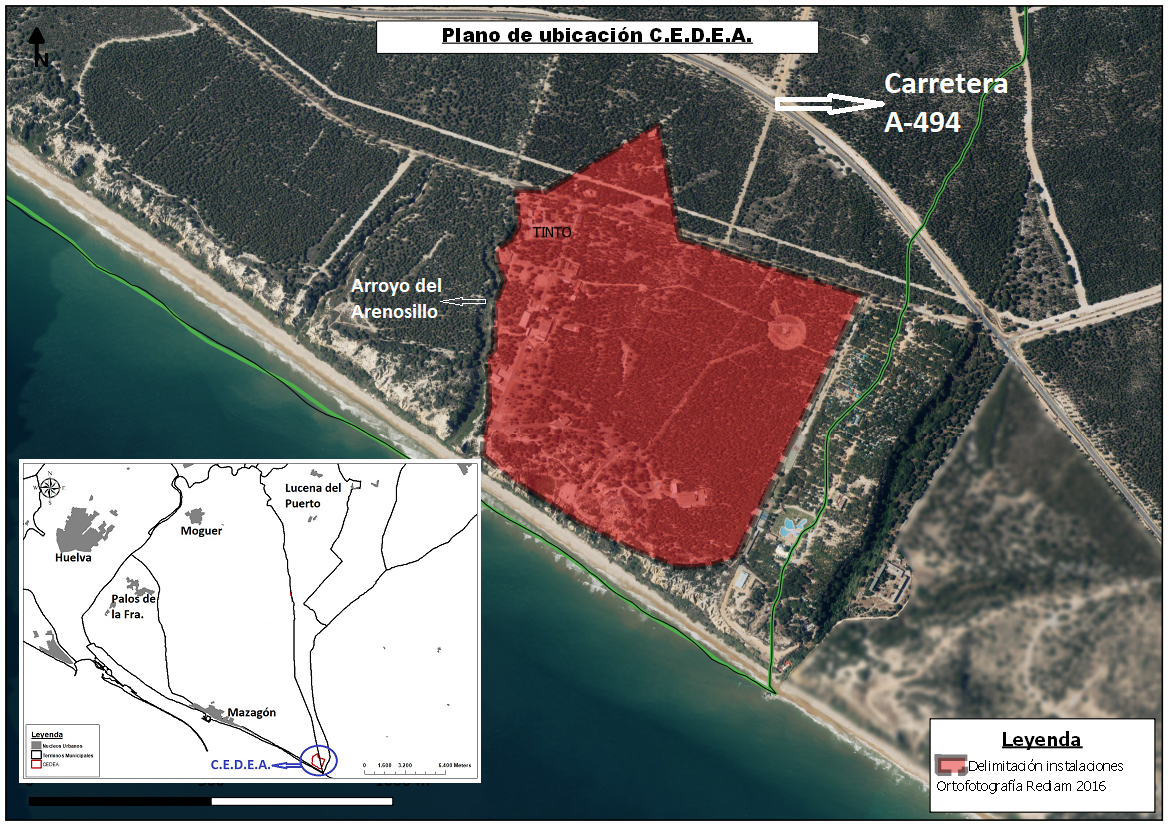
Plano del CEDEA.

En este centro de experimentación se lleva a cabo la preparación, el lanzamiento, seguimiento, registro y evaluación de:
- Cohetes de sondeo meteorológico, cohetes científicos y tecnológicos, globos de sondeo troposféricos y estratosférico.

Además, realiza:
- Evaluación y apoyo a la recepción de misiles, evaluación de armamento aéreo y de superficie, ensayos diversos sobre aeronaves, ensayos con aviones no tripulados, apoyo a los programas de entrenamiento de tiro de las Fuerzas Armadas, apoyo tecnológico a programas de investigación y desarrollo del Ministerio de Defensa de España.

### Clientes militares
Los principales centros europeos de investigación y experimentación han realizado campañas de lanzamiento en el CEDEA. En los últimos años las actividades más importantes se han desarrollado para los Ministerios de Defensa de España, Alemania y Holanda, la Agencia Espacial Europea y la Agencia Espacial Italiana.
En las operaciones realizadas en el CEDEA se han utilizado los siguientes misiles:

#### Para las Fuerzas Armadas Españolas
- Misiles Hawk, Aspide, Roland, Mistral, Patriot, Amraam y Spike (Ejército de Tierra)
- Misiles Standard SM-1, Sea Aspide, Mistral y Sea Sparrow (Armada)
- Misiles Sidewinder, Sparrow, Taurus, Iris-T,[40] Aspide y Mistral (Ejército del Aire).

#### Para Fuerzas Armadas extranjeras
- Misiles RAM para la Armada Alemana
- Misiles Stinger para el Ministerio de Defensa de Alemania
- Misiles Sea Sparrow para la Armada Holandesa

### Funciones en subsede CEUS
A estas funciones hay que sumar las funciones específicas de la subsede del Centro para Ensayos, Entrenamiento y Montaje de Aeronaves no Tripuladas.

## Equipamiento
El INTA cuenta en el CEDEA con:
- Dos sistemas/estaciones de Telemetría (fijo y móvil) automáticos en banda S y banda L. Transforma la señal de radiofrecuencia en datos digitales o analógicos para ser grabados. Las principales características de la estación de telemetría son: Recepción de TM en Banda S y C, 2 Grabadores analógicos 2MHz BW, 2 Grabadores digitales 12Mb/s, Desmultiplexor: 20 canales y 2 sistemas independientes para la de-multiplexión, procesamiento y presentación.
- Sistemas de comunicaciones HF, UHF y VHF. El CEDEA es una instalación flexible en términos de comunicaciones. Dos medios de comunicación (principal y de reserva) están siempre disponibles durante cada operación y para todo el personal implicado (Estaciones de voz IP conectadas a la red interna de fibra óptica y Estaciones de radiofrecuencia portátiles con capacidad de cifrado; HF 1,5-30 MHz, Potencia de salida 100 W (1.000 W); VHF 115-173,98 MHz (FM) y 115 -149,98 MHz (AM), Potencia de salida 10 W (50 W); UHF 225-420 MHz (FM) y 225-399,98 MHz (AM), Potencia de salida 10 W (50 W).

- Radares de vigilancia aérea y marítima, NORTHCONTROL.
- Radar trayectográfico móvil, VITRO RIR 778X, de 250 kW (Frecuencia 8,5 a 9,6 GHz, Potencia de pico 250 kW, Ancho del haz 1°, Ganancia de la antena 41 dBi, Resolución angular 0,3 mRad, Resolución en rango 3 m., Velocidad angular se seguimiento 30°/s y Modos de seguimiento SKIN & BEACON, TV, e IR).
- Radar trayectográfico, TRACOR RIR 779C, de 1 MW (Frecuencia 5,4 a 5,9 GHz, Potencia de pico 1 MW, Ancho del haz 0,8°, Ganancia de la antena, 46 dBi, Resolución angular 0,1 mRad, Resolución en rango 3 m., Velocidad angular se seguimiento 30°/s y Modos de seguimiento SKIN & BEACON, TV, e IR).
- Radar trayectográfico móvil, VITRO RIR 778C, de 1 MW con comando de destrucción (Frecuencia 5,4 a 5,9 GHz, Potencia de pico 1 MW, Ancho del haz 1°, Ganancia de la antena 41 dBi, Resolución angular 0,2 mRad, Resolución en rango 3 m., Velocidad angular se seguimiento 35°/s y Modos de seguimiento SKIN & BEACON, TV, e IR).
- Cuatro estaciones optrónicas autónomas móviles, MSP 2000, dotadas de sensores IR, TV, cine y radar (3D, alta precisión y con capacidades telemétricas).
- Centro meteorológico con información en tiempo real, recepción de datos de satélite y sistema completo de radiosondeos. Capacidades: Cámara de cine de alta velocidad de 5(hasta 500 fps) con distancia focal de 1.5 m. a 3 m. y apertura focal de 0,32 m.; Sensor IR (8 a 12 μm) y campo de visión de 1,5°; Cámara de TV de distancia focal múltiple con distancias focales seleccionables (1, 2.5 y 5 m) con apertura focal de 0.19 m.; RADAR rango, Banda K, 34 GHz con 40 km de alcance máximo e indicador de objetivo móvil, pudiendo continuar el seguimiento de hasta 1280 m/s de velocidad del objetivo con una precisión de 1 m; Cámara de adquisición con autofoco y zoom de 2,45° a 27,5° Antenas de telemetría con receptor integrado; Unidad de seguimiento automático que procesa en tiempo real la señal de vídeo, hasta 5 objetivos y seguimiento simultáneo; Comportamiento dinámico: 100°/s y Precisión angular < 0,75 arcsec.
- Antena de telemetría con auto-tracking para banda S y C: Tiene 2 alimentadores intercambiables para las bandas de frecuencia de funcionamiento: S o C (sólo 5 minutos para realizar el cambio), Minimiza la sección transversal del alimentador, Reduce la complejidad del filtro para cumplir con ambas bandas y es más eficiente que un alimentador doble. Dispone de 2 tipos de salidas: 1 canal para Acimut y Elevación. Para fijar la posición radial y 1 canal para posición de datos GPS. Completa.
- Sistema de terminación de vuelo (FTS): Las principales características del FTS son: Sistema completo redundante, Frecuencia portadora de 370 a 450 MHz, Potencia de salida 1.000 W, y 3 Modos (IRIG, Alto Alfabeto y Sistema de Terminación de Vuelo Mejorado (EFTS). Cifrado si es necesario).
- Centro de control donde se encuentra centralizada toda la información necesaria para la supervisión y seguimiento de una operación de lanzamiento (control de tráfico aéreo, meteorología, cartografía, integración de datos de sensores, seguridad en vuelo, etc.).
- Centro de evaluación: elaboración, análisis y valoración de informes.
- Dos cámaras de alta velocidad (10 000 imágenes por segundo).

Complementando lo anterior, el Centro dispone además de: 
- Laboratorio meteorológico y globos sonda.
- Sala de presentación y conferencias.
- Talleres de telemedida, radares y optrónico.
- Taller mecánico, taller eléctrico, servicio sanitario y almacenes.
- Servicio de alojamiento para operaciones.
- Laboratorio para revelado fotográfico.

### Equipamiento en subsede CEUS
A este equipamiento hay que sumar el equipamiento específico de la subsede del Centro para Ensayos, Entrenamiento y Montaje de Aeronaves no Tripuladas.